# Fat Old Sun
«Fat Old Sun» (Viejo y gordo sol) es una canción de Pink Floyd del álbum Atom Heart Mother. Escrita y cantada por David Gilmour. Fue tocada en vivo antes de que se publicara el álbum en versiones bastante más extensas (a veces pasando los catorce minutos). Atom Heart Mother fue publicado el 10 de octubre de 1970; mientras que las versiones en vivo de la canción datan desde el 16 de julio del mismo año.
Está compuesta mayormente sobre la progresión de acordes G-D-F-C

## Composición
Se basa en la progresión de acordes G-D-F-C, agregándose durante el lapso de la canción otros acordes como Am-Bm-Dm y Gm.

## Personal
- David Gilmour - Voz, guitarra, bajo, batería.[1]
- Richard Wright - Teclados.